# 十三湊

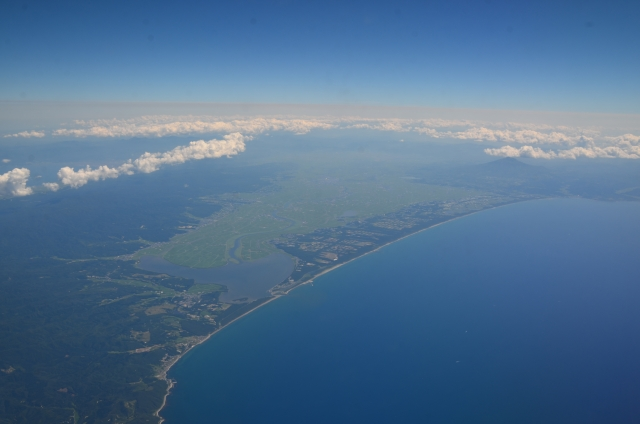
十三湊があった十三湖と津軽平野

十三湊（とさみなと）は、日本の本州島の津軽半島北西部に所在する十三湖（※往時は内海であった）の西岸、現在行政上の青森県五所川原市十三（明治初期の西津軽郡十三村、江戸時代の陸奥国津軽郡十三村、中世期の陸奥国津軽郡域）にあって、13世紀初頭から15世紀半ば（鎌倉時代後期前葉から戦国時代初頭）にかけての中世期に、蝦夷沙汰職（えぞ さたしき。蝦夷管領）を務めた安東氏（津軽の安藤氏）の下でとりわけ隆盛を極めた湊である。
地域名「十三」は、語源はアイヌ語の「トー・サム」（湖畔）ではないかという説があるが、１２世紀に藤原秀衡の弟の藤原秀栄が福島城 (陸奥国鼻和郡)と十三湊を整備し拠り所としたときに兄の秀衡が「古くから朝廷から遣わされた遠国支配の長官が駐在したその府港（十三湊）」を「遠長湊」（とおおさのみなと）と命名しそれが縮まって「十三湊」（とさみなと）なったとの説もあり、時系列的には奥州藤原氏が名付け親であったとする説のほうが古く発掘調査等との結果とも合致する。江戸時代前期までは「とさ」と読んだが、後期以降は「じゅうさん（歴史的仮名遣：じふさん）」と読むようになった。もっとも、現在は「十三湊」関連に限って古訓「とさみなと」に戻して読んでいる。
遺跡は十三湊遺跡（とさみなと いせき）と呼ばれ、2005年（平成17年）7月14日に国の史跡に指定されている。史跡としての中心地（説明板所在地）は十三古中道（ふるなかみち）61番地。本項ではこの遺跡についても述べる。

## 歴史

### 平安時代
天然の良港で、日本列島交易路の北の拠点となり、10世紀後半には地域経営の拠点となる福島城が築城された。
平安時代末期には国内や大陸との交易拠点として奥州藤原氏の支配下となり、一族の藤原秀栄が現地に土着し、後に十三氏を名乗ったが、1229年に安東氏によって、居城の福島城を攻め滅ぼされた。

### 鎌倉時代
鎌倉時代後期には、日本海北部を中心に、広範囲に活動した安藤水軍を擁する豪族・安東氏（津軽の安藤氏）の本拠地として、和人と蝦夷地のアイヌとの間の重要交易拠点として栄え始め、次第に隆盛に向かう。

### 室町時代
文明年間（西暦換算:1469-87年間、戦国時代初期。※成立時期については定説が無く、戦国時代末期〈16世紀末か17世紀初頭〉などとする説もある）、日本最古の海洋法規集『廻船式目』が、恐らくは瀬戸内の海賊衆の下で成立する。同書は「三津七湊」について記しているが、七湊の一つとして「奥州津軽十三湊」の名で十三湊を挙げている。このころ、安藤水軍は関東御免船として活動していた。ただし、実際の十三湊の全盛期は安東氏の没落と共に終焉を迎えている（※後述）。
やや後代においては、朝鮮半島や中国などと交易していたことが、国立歴史民俗博物館、富山大学、青森県教育委員会、市浦村教育委員会、中央大学などによる遺跡の発掘調査によって明らかになりつつある。
遺跡は東西に延びる土塁を境に、北側には安東氏や家臣たちの館、南側には町屋が整然と配置されていた。主に出土品の分類などから現在では3つの地区に分けられており、荷揚げ場跡や丸太材、船着場と思われる礫層などが出てきた北部が「港湾施設地区」、出土量が多く中心地と思われる中部が「町屋・武家屋敷・領主館地区」、南部が「檀林寺跡地区」とされる。南部には奥州藤原氏の藤原秀栄建立の檀林寺があることから、平泉との交流もうかがえる。
室町時代中期、安東氏が南部氏に敗れて支配地を失って夷島（えぞがしま。蝦夷地のこと）へ逃げると、担い手を無くした十三湊もまた急速に衰微し、和人・蝦夷間の交易拠点としての地位は、野辺地湊（のへじみなと。野辺地湾に面する湊。盛岡藩の北の門戸として江戸時代に隆盛。現在の上北郡野辺地町域にあった）や大浜/大濱（現在の青森市油川地区にあった湊で、15世紀末～16世紀に隆盛）に奪われた。
その後、時代が下るにつれ飛砂が堆積して水深が浅くなり、次第に港としての機能は低下していった。しかし16世紀後半から再び整備され、復興が図られている。江戸時代には岩木川を下ってきた米を十三湊から鯵ヶ沢湊（現在の西津軽郡鰺ヶ沢町域にあった湊）へと運ぶ「十三小廻し」が行われた。また、北前船のルート上にあって、深浦湊（現在の西津軽郡深浦町域にあった湊）、鯵ヶ沢湊、三厩湊（現在の東津軽郡外ヶ浜町域にあった湊）、青森湊などと共に弘前藩の重要港湾であり、上方から蝦夷地へ向かう船の寄港地として、米や木材の積み出しなどでも栄えた。

### 怪書の語る十三湊
怪しき“古文書”『東日流外三郡誌』によれば、興国元年（西暦換算:1340年。南北朝時代初期）の大海嘯（大津波）によって十三湊は壊滅的被害を受け、これによって安東氏の政権は崩壊したという。しかしながら、発掘調査でこの時期における津波の痕跡は検出されておらず、また、興国2年以後も十三湊は重要な湊として数々の文献に記されている。従って同書の記述は信じるに値しない。そして何より、1993年（平成5年）に青森県古文書研究会が同書を偽書と断じており、研究者の大多数がこの結論を支持している。
『東日流外三郡誌』の記述はともかくとして、弘前大学の発掘調査により、正確な年代こそ不詳ながら、十三湊を襲った津波の痕跡であろう泥の堆積が2層以上確認されており、津波の試練を幾度も受けながら存続していったのは確かなようである。

### 年表
- 後氷期初頭（新生代第四紀完新世初頭） - 縄文海進の始まり。本州島北西端部の日本海に面した海岸部では、遠い未来に十三湖となる湾入「古十三湖」が形成され始める[12]。
- 縄文時代前期 - 縄文海進が極限に達したこの頃、古十三湖（十三の湾入）が史上最も広大な水域（※岩木川水系全域と推定される[13]）となる[12]。その湾入に面した台地の上では人々の活発な活動が見え始める（集落や貝塚が急増し、新潟産の翡翠や北海道産の黒曜石なども見られることから、すでに古十三湖─日本海経由の交易が行われていたことが分かる）[12]。
- 縄文時代後期 - 岩木川水系のもたらす土砂の堆積により、古十三湖が大幅に縮小し始める[12]。
- 平安時代後期 - 古十三湖がますます小さくなり、十三湖の大きさに近付く[12]。
- 12世紀（平安後期） - 平安期の当地域周辺に見られた区画集落群の人為的廃絶と、奥州藤原氏 － 十三氏ラインと在地豪族らによる広域支配体制の確立[12]。
- 鎌倉時代初頭 - 津軽地方一帯を含む東北地方全域が、鎌倉幕府支配体制下の日本国に完全に取り込まれる（編入される）。古十三湖の周辺地域は幕府支配下で「西浜」と呼ばれるようになる[12]。
- 13世紀初頭（鎌倉時代後期前葉） - 西浜で十三湊が、蝦夷沙汰職（蝦夷管領）を務めた在地豪族・安東氏（津軽の安藤氏）の下で繁栄する。
- 15世紀半ば（戦国時代初頭） - 安東氏（津軽の安藤氏）が南部氏に敗れて支配地を失い、夷島（えぞがしま。蝦夷地のこと）へ逃げる。十三湊はこれによって急速に衰微する。
- 2005年（平成17年）7月14日 - 十三湊遺跡が国の史跡に指定される。

## 周辺地域
十三湊は、現在は閉じて汽水湖となっている十三湖が内海として日本海に大きく開いていた頃の、西の日本海と東の内海に挟まれた場所で南北に長く形成された（今も形成されている）砂嘴にて、自然発生的に営まれ始めたと考えられている。現在行政上は青森県五所川原市の十三地区に属し、青森県道12号鰺ケ沢蟹田線が通る十三湖大橋南部に位置している。
水戸口（船の出入口）は現在では十三地区北部（十三湖大橋下の日本海側）にあるが、中世期には十三湊より南西方の明神沼南端に位置していたとされる。沼南端付近の丘陵に湊明神宮があるが、この地は中世期における「浜の明神」跡と伝えられており、浜の明神は航海における守護神であると共に灯台の役目も果たしていたと考えられている。なお、現在の水戸口から十三湊遺跡の西側および南西方の湊明神宮に向かって3つ並ぶ「前潟」「セバト沼」「明神沼」は旧水戸口の水路跡との見方がされている。
十三湊より北東方に2 - 3キロメートルほど離れた位置にある山王坊遺跡（山王坊日吉神社付近の神仏習合遺跡）や福島城跡は十三湊を本拠地とした安東氏（津軽の安藤氏）との関連が指摘されている。特に福島城については同氏の居城であったとの見方もされている（「十三湖#神社仏閣・城跡・遺跡」も参照）。